# Månens børn
|  | Denne artikel er oprettet af botten Steenthbot ud fra en ekstern database. Den kan derfor have sproglige fejl eller mangler. Denne skabelon kan fjernes efter kontrol af indholdet. |

Månens børn er en dansk eksperimentalfilm fra 1987 instrueret af Hans Mathiesen.

## Handling
Filmen er optaget omkring en gruppe børn med pigen Sarah (11 år) som hovedfigur. Temaet er et forsøg på at skildre børns verden indefra. Fantasi, drømme - hvor er virkeligheden - døden. Er det et eventyr, er det en mærkelig hændelse. Vi følger verden...